# Società Sportiva Lazio 1955-1956
Questa voce raccoglie le informazioni riguardanti la Società Sportiva Lazio nelle competizioni ufficiali della stagione 1955-1956.

## Stagione
La Lazio nel campionato di Serie A 1955-1956 si classificò al terzo posto a pari merito con l'Inter con 39 punti.

## Organigramma societario
Area direttiva
- Presidenti: Costantino Tessarolo e Mario Vaselli
- Segretario: Alfonso Ricciardi

Area tecnica
- Direttore tecnico: Roberto Copernico fino a gennaio
- Allenatore: Luigi Ferrero, da gennaio Jesse Carver

## Rosa
| N. |                   | Ruolo | Calciatore          |
| -- | ----------------- | ----- | ------------------- |
|    | Italia (bandiera) | P     | Giampiero Bandini   |
|    | Italia (bandiera) | P     | Aldo De Fazio       |
|    | Italia (bandiera) | P     | Roberto Lovati      |
|    | Italia (bandiera) | D     | Francesco Antonazzi |
|    | Italia (bandiera) | D     | Giovanni Di Veroli  |
|    | Italia (bandiera) | D     | Attilio Giovannini  |
|    | Italia (bandiera) | D     | Nicola Lo Buono     |
|    | Italia (bandiera) | D     | Giovanni Molino     |
|    | Italia (bandiera) | D     | Primo Sentimenti V  |
|    | Italia (bandiera) | D     | Renato Spurio       |
|    | Italia (bandiera) | C     | Franco Carradori    |

| N. |                      | Ruolo | Calciatore        |
| -- | -------------------- | ----- | ----------------- |
|    | Italia (bandiera)    | C     | Luigi Fuin        |
|    | Argentina (bandiera) | C     | Enrique Martegani |
|    | Italia (bandiera)    | C     | Renzo Sassi       |
|    | Italia (bandiera)    | C     | Angelo Villa      |
|    | Italia (bandiera)    | A     | Lorenzo Bettini   |
|    | Italia (bandiera)    | A     | Renzo Burini      |
|    | Italia (bandiera)    | A     | Ermes Muccinelli  |
|    | Italia (bandiera)    | A     | Rinaldo Olivieri  |
|    | Svezia (bandiera)    | A     | Arne Selmosson    |
|    | Italia (bandiera)    | A     | Pasquale Vivolo   |

## Calciomercato
| Acquisti | Acquisti          | Acquisti   | Acquisti      |
| R.       | Nome              | da         | Modalità      |
| -------- | ----------------- | ---------- | ------------- |
| P        | Roberto Lovati    | Torino     | fine prestito |
| D        | Nicola Lo Buono   | Trani      | definitivo    |
| D        | Giovanni Molino   | Torino     | definitivo    |
| D        | Renato Spurio     | Monza      | fine prestito |
| C        | Natale Borsani    | Pro Patria | definitivo    |
| C        | Franco Carradori  | Palermo    | fine prestito |
| C        | Dante Castellazzi | Reggiana   | definitivo    |
| C        | Mario Deotto      | Monfalcone | definitivo    |
| C        | Enrique Martegani | Palermo    | definitivo    |
| C        | Angelo Villa      | Atalanta   | definitivo    |
| A        | Lorenzo Bettini   | Udinese    | definitivo    |
| A        | Paolo Bettolini   | Monza      | fine prestito |
| A        | Franco Fontanot   | Monfalcone | definitivo    |
| A        | Giuseppe Logaglio | Lecco      | definitivo    |
| A        | Ermes Muccinelli  | Juventus   | definitivo    |
| A        | Rinaldo Olivieri  | SPAL       | definitivo    |
| A        | Arne Selmosson    | Udinese    | definitivo    |

| Cessioni | Cessioni          | Cessioni   | Cessioni      |
| R.       | Nome              | a          | Modalità      |
| -------- | ----------------- | ---------- | ------------- |
| P        | Renato Gandolfi   | Genoa      | fine prestito |
| P        | Giuseppe Zibetti  | Lecco      | definitivo    |
| D        | Adelmo Eufemi     | Livorno    | prestito      |
| D        | Zeffiro Furiassi  | Foligno    | definitivo    |
| D        | Stefano Malacarne | Foligno    | definitivo    |
| D        | Carlo Parola      |            | fine carriera |
| C        | Romolo Alzani     | Foligno    | definitivo    |
| C        | Vittorio Bergamo  | Palermo    | definitivo    |
| C        | Natale Borsani    | Pro Patria | prestito      |
| C        | Per Bredesen      | Udinese    | definitivo    |
| C        | Dante Castellazzi | Taranto    | prestito      |
| C        | Sigvard Löfgren   | SPAL       | definitivo    |
| C        | Enrico Spinosi    | Formia     | prestito      |
| A        | Paolo Bettolini   | Legnano    | definitivo    |
| A        | Alberto Fontanesi | Udinese    | definitivo    |
| A        | John Hansen       | Frem       | definitivo    |
| A        | Armando Macci     |            | svincolato    |
| A        | Mario Pistacchi   | Palermo    | definitivo    |
| A        | Aldo Puccinelli   | Livorno    | definitivo    |

## Risultati

### Serie A

#### Girone di andata
| Arbitro: | Marchetti (Milano) |

|                   |           |                              |
| Zorzin 90’ (rig.) | Marcatori | 18’ Muccinelli 82’ Selmosson |

| Arbitro: | Lo Bello (Siracusa) |

|                           |           |                           |
| Selmosson 25’ Bettini 44’ | Marcatori | 65’ Brugola 80’ Rasmussen |

| Arbitro: | Bonetto (Torino) |

|              |           |  |
| Lucentini 8’ | Marcatori |  |

| Arbitro: | Corallo (Lecce) |

|             |           |                       |
| Bettini 32’ | Marcatori | 12’ Conti 64’ Firmani |

| Roma 16 ottobre 1955 5ª giornata | Roma              | 0 – 0 referto | Lazio | Stadio Olimpico\| Arbitro: \| Liverani (Torino) \| |
| Arbitro:                         | Liverani (Torino) |               |       |                                                    |

| Arbitro: | Ferrari (Milano) |

|            |           |                             |
| Vivolo 69’ | Marcatori | 22’, 25’ Murolo 52’ Manente |

| Arbitro: | Griggi (Brescia) |

|  |           |                      |
|  | Marcatori | 31’ Fuin 76’ Bettini |

| Arbitro: | Pieri (Trieste) |

|                            |           |                                         |
| Lorenzi 76’ Invernizzi 88’ | Marcatori | 26’ Muccinelli 49’ Vivolo 50’ Selmosson |

| Arbitro: | Marchetti (Milano) |

|  |           |           |
|  | Marcatori | 70’ Buhtz |

| Arbitro: | Pieri (Trieste) |

|             |           |  |
| Novelli 70’ | Marcatori |  |

| Arbitro: | Jonni (Macerata) |

|             |           |             |
| Bettini 72’ | Marcatori | 29’ Jeppson |

| Arbitro: | Griggi (Brescia) |

|                            |           |  |
| Fuin 74’ Burini 86’ (rig.) | Marcatori |  |

| Arbitro: | Righi (Milano) |

|               |           |  |
| Boniperti 22’ | Marcatori |  |

| Arbitro: | Lo Bello (Siracusa) |

|                 |           |  |
| Bettini 3’, 22’ | Marcatori |  |

| Arbitro: | Liverani (Torino) |

|                                |           |                              |
| Carapellese 37’, 44’ Corso 56’ | Marcatori | 5’, 20’ Bettini 43’ Olivieri |

| Arbitro: | Jonni (Macerata) |

|                   |           |                         |
| Olivieri 72’, 74’ | Marcatori | 53’ Virgili 64’ Julinho |

| Arbitro: | Bernardi (Bologna) |

|                             |           |                                 |
| Muccinelli 49’ Olivieri 52’ | Marcatori | 15’, 35’ Dal Monte 30’ Liedholm |

#### Girone di ritorno
| Arbitro: | Ferrari (Milano) |

|                                 |           |                |
| Muccinelli 13’ Bettini 44’, 67’ | Marcatori | 42’ Bonistalli |

| Arbitro: | Rigato (Mestre) |

|                     |           |             |
| Bassetto 15’ (rig.) | Marcatori | 18’ Bettini |

| Arbitro: | Grillo (Napoli) |

|               |           |                   |
| Selmosson 63’ | Marcatori | 73’ (aut.) Molino |

| Arbitro: | Lo Bello (Siracusa) |

|            |           |                   |
| Tortul 23’ | Marcatori | 28’ (rig.) Vivolo |

| Arbitro: | Orlandini (Roma) |

|                |           |  |
| Muccinelli 46’ | Marcatori |  |

| Arbitro: | Liverani (Torino) |

|  |           |                    |
|  | Marcatori | 15’ (aut.) Giaroli |

| Arbitro: | Jonni (Macerata) |

|                             |           |                            |
| Muccinelli 7’ Selmosson 34’ | Marcatori | 30’ Pascutti 58’ Pivatelli |

| Arbitro: | Piemonte (Monfalcone) |

|                                 |           |                                  |
| Burini 18’ (rig.) Selmosson 64’ | Marcatori | 71’ (rig.) Armano 90+3’ Ferrario |

| Arbitro: | Campanati (Milano) |

|                         |           |                       |
| Buhtz 10’ Bertoloni 31’ | Marcatori | 70’ Vivolo 83’ Burini |

| Arbitro: | Bonetto (Torino) |

|                                            |           |  |
| Vivolo 17’ Burini 63’ (rig.) Selmosson 66’ | Marcatori |  |

| Arbitro: | Rigato (Mestre) |

|              |           |                               |
| Castelli 84’ | Marcatori | 45’ (rig.) Burini 63’ Bettini |

| Arbitro: | Jonni (Macerata) |

|                                                                   |           |                 |
| Bronée 8’, 10’ (rig.) Eidefjäll 24’ Piccioni 42’, 56’ Savioni 46’ | Marcatori | 34’, 65’ Burini |

| Arbitro: | Menchini (Udine) |

|                             |           |  |
| Muccinelli 7’ Selmosson 75’ | Marcatori |  |

| Arbitro: | Liverani (Torino) |

|            |           |                              |
| Danova 70’ | Marcatori | 28’ Muccinelli 83’ Selmosson |

| Arbitro: | Campanati (Milano) |

|                                     |           |  |
| De Angelis 55’ (aut.) Selmosson 90’ | Marcatori |  |

| Arbitro: | Lo Bello (Siracusa) |

|                                                      |           |              |
| Lo Buono 5’ (aut.) Gratton 20’ Prini 65’ Virgili 69’ | Marcatori | 47’ Lo Buono |

| Arbitro: | Bonetto (Torino) |

|            |           |                                                |
| Nordhal 5’ | Marcatori | 7’ Bettini 10’ (rig.) Carradori 63’ Muccinelli |

## Statistiche

### Statistiche di squadra
| Competizione                          | Punti | In casa | In casa | In casa | In casa | In casa | In casa | In trasferta | In trasferta | In trasferta | In trasferta | In trasferta | In trasferta | Totale | Totale | Totale | Totale | Totale | Totale | DR  |
| Competizione                          | Punti | G       | V       | N       | P       | Gf      | Gs      | G            | V            | N            | P            | Gf           | Gs           | G      | V      | N      | P      | Gf     | Gs     | DR  |
| ------------------------------------- | ----- | ------- | ------- | ------- | ------- | ------- | ------- | ------------ | ------------ | ------------ | ------------ | ------------ | ------------ | ------ | ------ | ------ | ------ | ------ | ------ | --- |
| Serie A                               | 39    | 17      | 7       | 6       | 4       | 29      | 20      | 17           | 7            | 5            | 5            | 25           | 26           | 34     | 14     | 11     | 9      | 54     | 46     | +8  |
| Coppa del Presidente della Repubblica |       | 1       | 0       | 1       | 0       | 3       | 3       | 1            | 0            | 1            | 0            | 2            | 2            | 2      | 0      | 2      | 0      | 5      | 5      | 0   |
| Campionato Cadetti                    | 31    | 11      | 7       | 4       | 0       | 23      | 11      | 11           | 6            | 1            | 4            | 15           | 11           | 22     | 13     | 5      | 4      | 38     | 22     | +16 |
| Totale                                |       | 29      | 14      | 11      | 4       | 55      | 34      | 29           | 13           | 7            | 9            | 42           | 39           | 58     | 27     | 18     | 13     | 97     | 73     | +24 |

### Statistiche dei giocatori
Nel conteggio delle reti realizzate si aggiungano due autoreti a favore in serie A e un'autorete a favore nel Campionato Cadetti.
| Giocatore       | Serie A  | Serie A | Coppa Presidente Repubblica | Coppa Presidente Repubblica | Campionato Cadetti | Campionato Cadetti | Totale   | Totale |
| Giocatore       | Presenze | Reti    | Presenze                    | Reti                        | Presenze           | Reti               | Presenze | Reti   |
| --------------- | -------- | ------- | --------------------------- | --------------------------- | ------------------ | ------------------ | -------- | ------ |
| F. Antonazzi    | 4        | 0       | 1                           | 0                           | 11                 | 0                  | 16       | 0      |
| G. Bandini      | 2        | -3      | 2                           | -2                          | 18                 | -20                | 22       | -25    |
| L. Bettini      | 32       | 12      | 2                           | 0                           | -                  | -                  | 34       | 12     |
| G. Bravi        | -        | -       | -                           | -                           | 18                 | 7                  | 18       | 7      |
| R. Burini       | 30       | 7       | -                           | -                           | 2                  | 1                  | 32       | 8      |
| F. Carradori    | 10       | 1       | 1                           | 0                           | 11                 | 0                  | 22       | 1      |
| D. Castellazzi  | -        | -       | -                           | -                           | 6                  | 0                  | 6        | 0      |
| G. Cialabrini   | -        | -       | -                           | -                           | 12                 | 0                  | 12       | 0      |
| G. Conio        | -        | -       | -                           | -                           | 18                 | 1                  | 18       | 1      |
| G. Costa        | -        | -       | -                           | -                           | 1                  | 0                  | 1        | 0      |
| A. De Fazio     | -        | -       | 1                           | -1                          | 4                  | -1                 | 5        | -2     |
| M. Deotto       | -        | -       | -                           | -                           | 20                 | 4                  | 20       | 4      |
| G. Di Veroli    | 17       | 0       | 2                           | 0                           | 9                  | 0                  | 28       | 0      |
| F. Fantoni      | -        | -       | 1                           | 0                           | -                  | -                  | 1        | 0      |
| F. Fontanot     | -        | -       | -                           | -                           | 12                 | 1                  | 12       | 1      |
| L. Fuin         | 19       | 2       | 2                           | 0                           | 3                  | 1                  | 24       | 3      |
| N. Giannisi     | -        | -       | -                           | -                           | 1                  | -1                 | 1        | -1     |
| A. Giovannini   | 14       | 0       | 1                           | 0                           | 12                 | 1                  | 27       | 1      |
| S. Guenza       | -        | -       | -                           | -                           | 10                 | 1                  | 10       | 1      |
| N. Lo Buono     | 10       | 1       | -                           | -                           | 16                 | 1                  | 26       | 2      |
| G. Logaglio     | -        | -       | -                           | -                           | 4                  | 1                  | 4        | 1      |
| R. Lovati       | 32       | -43     | 1                           | -2                          | -                  | -                  | 33       | -45    |
| E. Martegani    | 9        | 0       | 1                           | 1                           | 18                 | 9                  | 28       | 10     |
| G. Molino       | 32       | 0       | 2                           | 0                           | -                  | -                  | 34       | 0      |
| E. Muccinelli   | 32       | 10      | 2                           | 3                           | -                  | -                  | 34       | 13     |
| A. Napoleoni    | -        | -       | -                           | -                           | 1                  | 0                  | 1        | 0      |
| R. Olivieri     | 11       | 4       | 2                           | 0                           | 15                 | 6                  | 28       | 10     |
| R. Sassi        | 16       | 0       | 1                           | 0                           | 6                  | 0                  | 23       | 0      |
| A. Selmosson    | 34       | 10      | 2                           | 1                           | -                  | -                  | 36       | 11     |
| P. Sentimenti V | 28       | 0       | -                           | -                           | 3                  | 0                  | 31       | 0      |
| V. Severini     | -        | -       | -                           | -                           | 7                  | 1                  | 7        | 1      |
| R. Spurio       | -        | -       | -                           | -                           | 21                 | 0                  | 21       | 0      |
| A. Villa        | 18       | 0       | 2                           | 0                           | 8                  | 1                  | 28       | 1      |
| P. Vivolo       | 24       | 5       | 1                           | 0                           | 1                  | 0                  | 26       | 5      |

## Riserve
La squadra riserve della Lazio ha disputato nella stagione 1955-1956 il Campionato Cadetti.

### Rosa
| N. |                   | Ruolo | Calciatore           |
| -- | ----------------- | ----- | -------------------- |
|    | Italia (bandiera) | P     | Giampiero Bandini    |
|    | Italia (bandiera) | P     | Aldo De Fazio        |
|    | Italia (bandiera) | P     | Nicola Giannisi      |
|    | Italia (bandiera) | D     | Francesco Antonazzi  |
|    | Italia (bandiera) | D     | Giancarlo Cialabrini |
|    | Italia (bandiera) | D     | Giovanni Di Veroli   |
|    | Italia (bandiera) | D     | Attilio Giovannini   |
|    | Italia (bandiera) | D     | Nicola Lo Buono      |
|    | Italia (bandiera) | D     | Alfredo Napoleoni    |
|    | Italia (bandiera) | D     | Primo Sentimenti V   |
|    | Italia (bandiera) | D     | Renato Spurio        |
|    | Italia (bandiera) | C     | Franco Carradori     |
|    | Italia (bandiera) | C     | Dante Castellazzi    |
|    | Italia (bandiera) | D     | Giacomo Conio        |

| N. |                      | Ruolo | Calciatore        |
| -- | -------------------- | ----- | ----------------- |
|    | Italia (bandiera)    | C     | Mario Deotto      |
|    | Italia (bandiera)    | C     | Luigi Fuin        |
|    | Argentina (bandiera) | C     | Enrique Martegani |
|    | Italia (bandiera)    | C     | Renzo Sassi       |
|    | Italia (bandiera)    | C     | Venanzio Severini |
|    | Italia (bandiera)    | C     | Angelo Villa      |
|    | Italia (bandiera)    | A     | Giorgio Bravi     |
|    | Italia (bandiera)    | A     | Renzo Burini      |
|    | Italia (bandiera)    | A     | Giancarlo Costa   |
|    | Italia (bandiera)    | A     | Franco Fontanot   |
|    | Italia (bandiera)    | A     | Sergio Guanza     |
|    | Italia (bandiera)    | A     | Giuseppe Logaglio |
|    | Italia (bandiera)    | A     | Rinaldo Olivieri  |
|    | Italia (bandiera)    | A     | Pasquale Vivolo   |